# Parisii (Inglaterra)
Los parisii eran un pueblo celta que habitó el nordeste de Inglaterra, en la región hoy conocida como Yorkshire. Limitaba por el norte, oeste y sudoeste con el territorio de la más populosa y belicosa tribu de la isla, la de los brigantes y al sur con la tribu de los coritani.

## Historia

Reino de Deira (c. 600).

Su capital fue el asentamiento de Petuaria (Parisiorum), hoy Brough, sobre el río Humber. El nombre se deriva del término celta petuario, que significa "cuarto", lo que para algunos historiadores es un indicio de que la conformación de la nación se efectuó en realidad sobre la base de cuatro tribus originarias distintas. 
Su relación con el pueblo celta de los parisii que habitaban en la región del Sena en Galia se pone de manifiesto no solo en el nombre que comparten sino también en semejanzas culturales como ser, principalmente, sus costumbres funerarias, que son habituales en el citado pueblo galo pero muy poco frecuentes en otras partes de la Gran Bretaña de la época celta. Sus enterramientos eran en efecto muy distintivos. Por un lado se efectuaban en grandes cementerios, por otro se incluían como ofrenda al fallecido no solo espadas sino incluso carros de batalla completos. Suelen también incluir explanadas rectangulares de tierra a modo de túmulo.
Más allá de esas diferencias, sus casas, adornos y cerámica eran en general de estilo tradicional británico. 
Tras la retirada de los ocupantes romanos, en el siglo V los parisii constituyeron un pequeño reino, Deira, al sur del Yr Hen Ogledd, el reino edificado por Coel Hen. 
No obstante quedaban en primera línea del avance de los invasores anglos por lo que terminaría siendo conquistado por el anglo Aella en el 559.
El ancestral territorio de los parisii se unió luego con el reino de Bernicia, hacia el norte, para formar el reino de Northumbria.

## Mapas

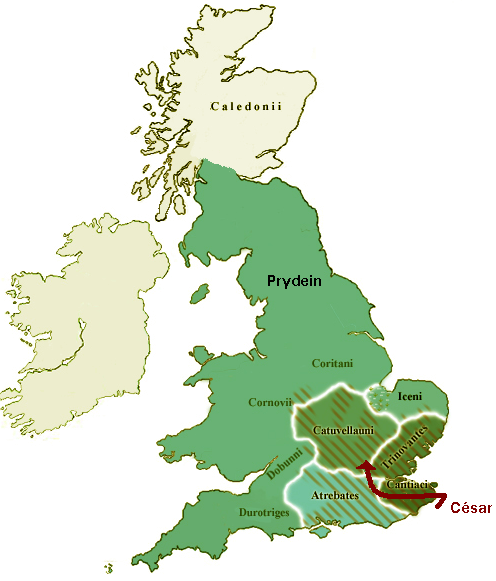
Britania, 54 a. C., Invasión de César
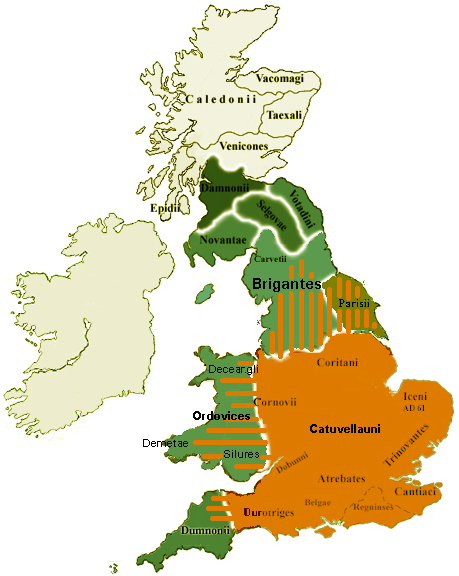
Britania, segunda invasión romana
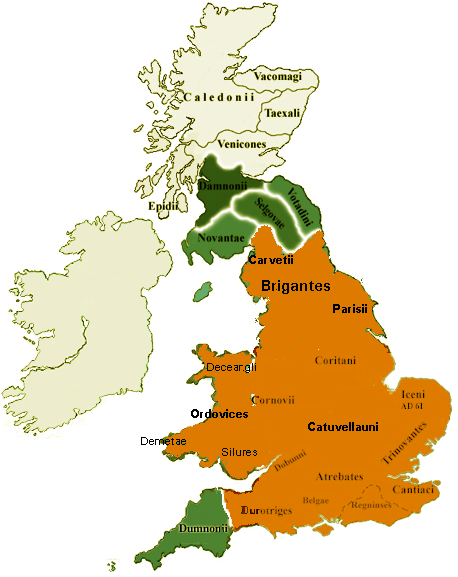
Britania, 79 d. C.
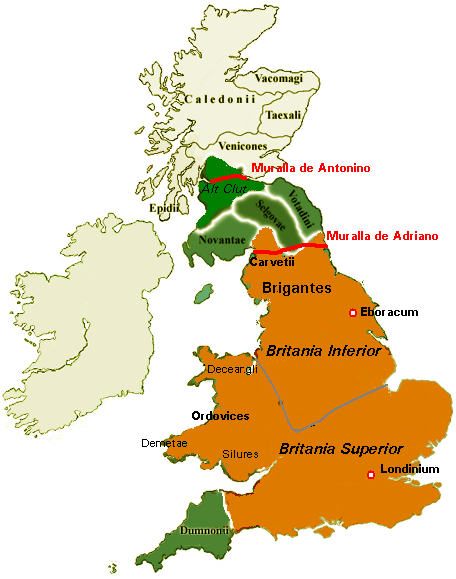
Britania, siglo II
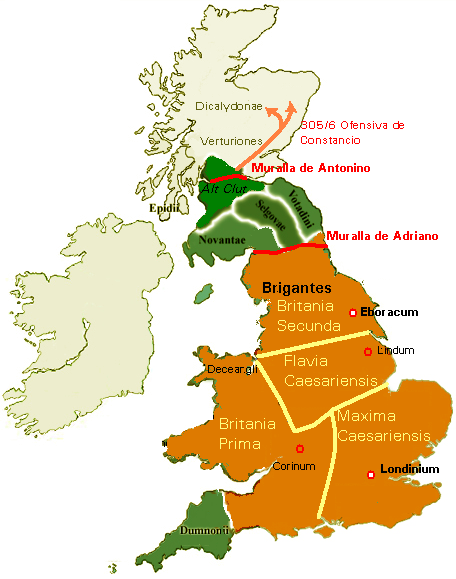
Britania, reorganización de Constancio